# Glas Goggomobil
La Goggomobil era una piccola vettura di fascia bassa prodotta dalla Casa automobilistica tedesca Hans Glas GmbH dal 1955 al 1969.

## Storia e profilo

### Contesto storico
La Goggomobil venne concepita all'alba degli anni '50 del secolo scorso in un periodo storico difficile per la Germania, che all'epoca era stata divisa da poco tempo in due stati distinti. In quel periodo la situazione dei due neo-stati tedeschi era catastrofica, sia la Germania Est che era interamente sotto il controllo dell'autorità sovietica, sia la Germania Ovest, il cui apparato industriale era stato completamente raso al suolo e la cui situazione economica e sociale versava in condizioni critiche. Ciò interessò in particolare il settore dei trasporti, e più nello specifico il trasporto privato. Per il cittadino medio, la sfavorevole situazione economica rendeva impegnativo anche l'acquisto di un motociclo di piccola cilindrata e molto dispendioso l'acquisto di una piccola utilitaria. Tra l'altro, nel 1950 il mercato tedesco delle utilitarie non proponeva neppure una gran varietà di modelli. Tra quelli presenti nei listini tedeschi di quell'anno, vi erano la Lloyd 300, la Gutbrod Superior, la Kleinschnittger F125 e la Champion 250, tutte auto "minime" che potevano costituire una valida alternativa al motociclo, rispetto al quale offrivano anche due posti e un abitacolo al riparo delle intemperie. Un gradino più in alto si trovavano modelli DKW e NSU-Fiat. Più in alto ancora si trovava il Maggiolino, nato come utilitaria ma di fatto ancora irraggiungibile per una gran fetta della popolazione tedesca. 
Fu proprio in questo contesto storico che si venne a inserire la Hans Glas GmbH, fino a quel momento famosa per la sua produzione di macchine agricole. Il suo patron, Hans Glas appunto, si era da poco lanciato nel settore degli scooter: i suoi primi mezzi a due ruote, ossia il Goggo 125 e il Goggo 150 vennero infatti lanciati nel 1951 (il nome Goggo era il soprannome dato da Hans Glas, a quell'epoca ormai anziano, al suo nipotino). Ma fu chiaro che alla popolazione serviva anche una vettura vera e propria, ancorché molto economica, un mezzo da inserire nella stessa fascia di mercato dei modelli tedeschi citati poc'anzi. 

### Genesi e debutto
A queste conclusioni, il direttivo della Glas giunse quasi per caso: nel 1953 il direttore tecnico della Glas, Karl Dompert, realizzò più per gioco che per lavoro un'automobilina spider a due posti mossa da un monocilindrico da 125 cm3 e la cui linea ricordava da vicino quella della ben più nota Austin-Healey 100. Tale automobilina, pensata come regalo per i due figli di Dompert, costituì probabilmente la "miccia" che avrebbe portato alla realizzazione e al lancio commerciale della futura Goggomobil. Infatti, di lì a poco, si cominciò a discutere la possibilità di realizzare una microvettura da commercializzare per alimentare la richiesta di mezzi di trasporto economici da parte della popolazione. Gli argomenti di queste discussioni uscirono ben presto fuori dalle mura aziendali, per giungere alle orecchie di appassionati costruttori in erba che si offrirono di vendere i propri brevetti alla Glas. Altri costruttori, come la Champion, si offrirono di comprare a loro volta eventuali progetti o licenze detenute dalla Glas per la produzione di una microvettura. Persino la BMW, all'epoca in grossi guai finanziari, si offrì di avviare una collaborazione con la Glas allo scopo di realizzare una piccola vettura da inserire nella gamma della casa dell'Elica. Ma la casa di Dingolfing volle gettarsi in proprio nella realizzazione da zero della sua vetturetta. 
Le specifiche stabilite in fase di avvio del progetto fissarono a 2.900 marchi il prezzo di listino della vettura, praticamente come il prezzo medio di una sidecar. Per quanto riguardava la meccanica si voleva attingere inizialmente dal magazzino ricambi per equipaggiare la futura Goggomobil con un motore di origine motociclistica. Ma poiché un motore da scooter fu ritenuto troppo poco performante per una microvettura, si rese necessario progettarne uno ex-novo e in poco tempo. A tale scopo, nel 1954 venne assunto in ditta il progettista Felix Dozekal, già con un significativo passato presso la Adler. Durante tutta l'estate si lavorò alacremente sia alla parte meccanica che alla carrozzeria, imparando anche dai propri errori l'inesperienza della casa in campo automobilistico. Per esempio, mancando un vero e proprio reparto carrozzeria e verniciatura, i primi lamierati vennero realizzati a mano e imbullonati al telaio anziché saldati. Sempre nell'estate del 1954 Hans Glas stava procedendo alla costruzione di un nuovo fabbricato da adibire alla produzione della vetturetta, compreso un reparto carrozzeria che però non sarebbe stato attivo che nei primi mesi del 1955. 
Il primissimo modello marciante era caratterizzato dal fatto di avere un'unica portiera anteriore, sullo stile della Iso Isetta, lanciata nel 1953 sul mercato italiano. Venne realizzato sempre nel corso dell'estate 1954 e montava già un prototipo del motore a due tempi progettato da Dozekal, che con alcuni aggiornamenti arriverà anche alla produzione in serie. Tutto sembrava pronto per la presentazione al pubblico, ma alla fine dell'estate si decise per la più convenzionale soluzione di carrozzeria a due portiere laterali. Si arrivò così al completamento del primo esemplare di preserie e di lì a poco anche alla presentazione ufficiale della vettura, che avvenne al Salone del Ciclo e Motociclo di Colonia, tenutosi all'inizio dell'autunno 1954.

#### Design esterno e interno

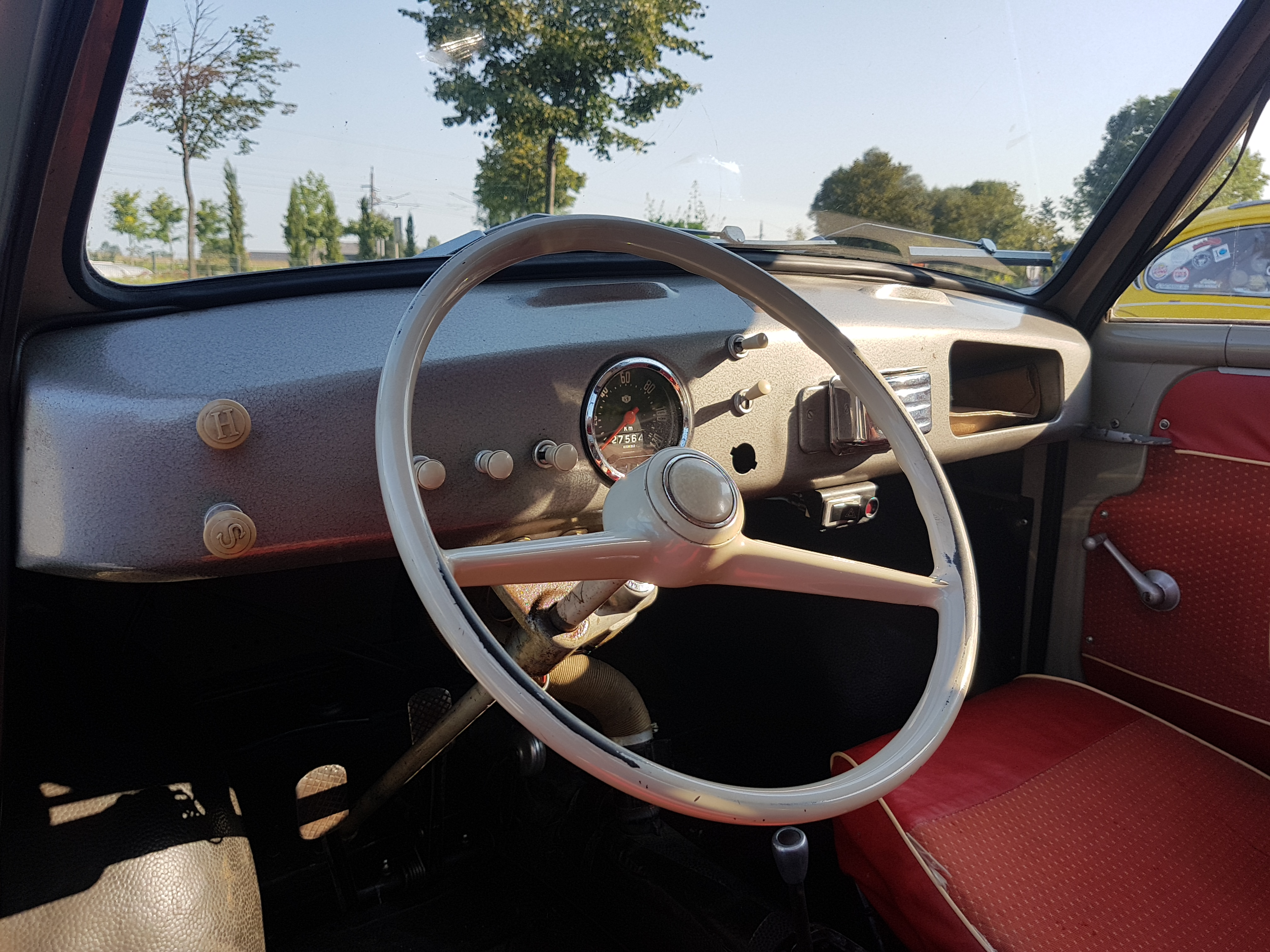
Gli interni

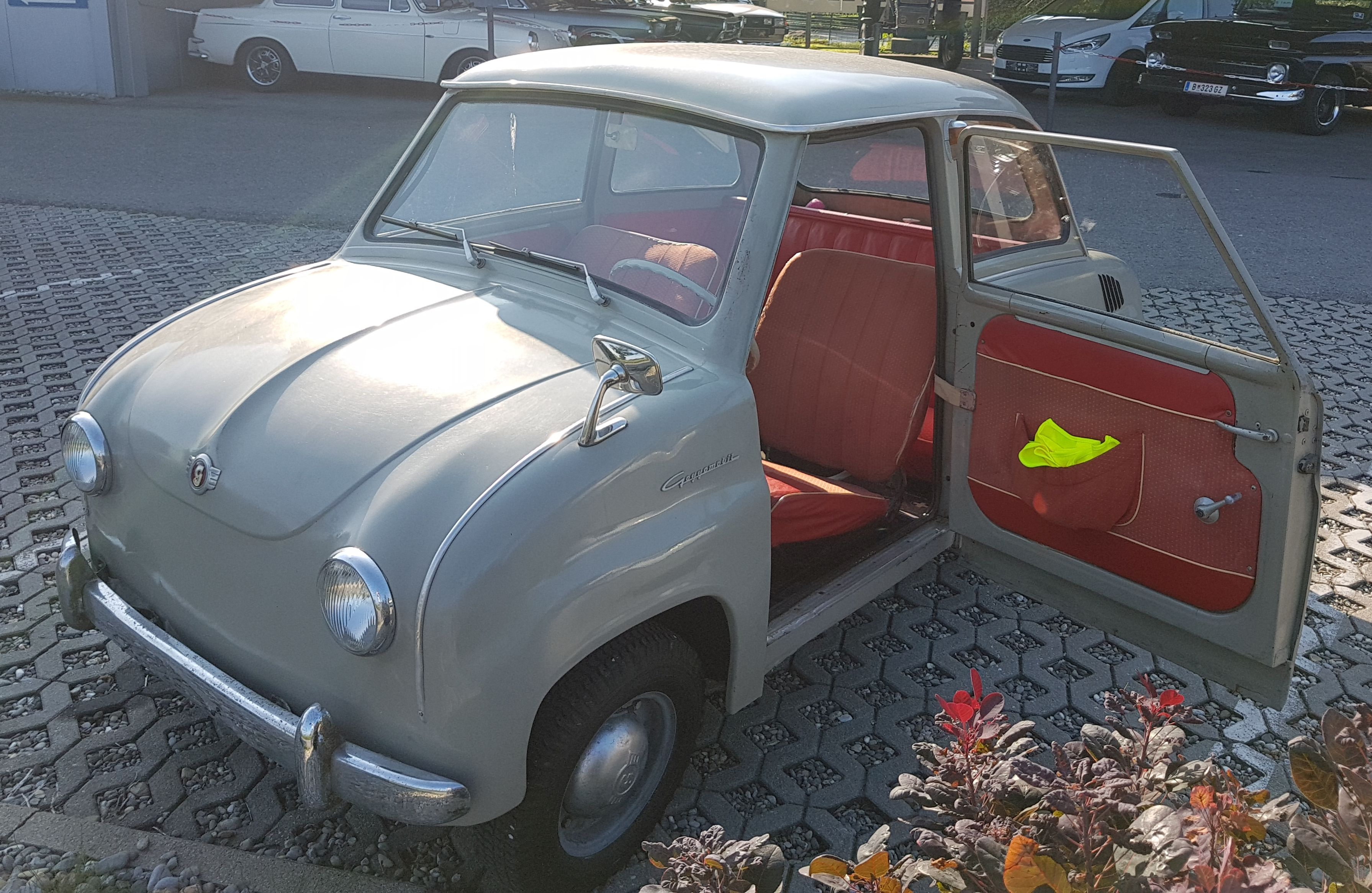
Portiere incernierate posteriormente

L'aspetto della Goggomobil che colpì maggiormente il pubblico già in occasione della sua presentazione fu l'impostazione molto automobilistica del suo corpo vettura, a differenza di alcuni nuovi modelli di microvetture tedesche lanciate sul mercato durante l'ultimo anno, come ad esempio la Fuldamobil S2 o la Messerschmitt KR 175, che si distaccavano da tale impostazione, pur a loro volta con soluzioni differenti l'una dall'altra. La Goggomobil si presentava in effetti come una piccolissima berlina a tre volumi e a due porte, con spazio nell'abitacolo per due persone più due posti di fortuna posteriormente. Il posto guida, così come l'allestimento interno in generale, era molto spartano e semplificato, all'insegna di una voluta economia di progettazione e sviluppo, ma anche di un ridotto prezzo finale al cliente. Al volante a due razze si aggiungevano il tachimetro con contachilometri, alcuni interruttori, le leve di azionamento del tergicristalli e degli indicatori di direzione. Molto semplificati anche i sedili e la panchetta posteriore. Esteriormente la Goggomobil proponeva un corpo vettura dalle forme tondeggianti e assolutamente prive di fronzoli o slanci stilistici, con un frontale completamente liscio e caratterizzato dalla sola presenza dei due proiettori circolari e del paraurti con rostri. Le uniche particolarità visibili lateralmente erano l'incernieratura delle portiere sul lato posteriore e la presenza di bombature sui parafanghi, ovviamente senza velleità sportiveggianti, mentre la zona posteriore della carrozzeria era caratterizzata dalla presenza di piccole prese d'aria sopra i parafanghi posteriori per agevolare l'ingresso di aria fresca per il raffreddamento del motore e in coda da una ulteriore presa d'aria per lo smaltimento dell'aria calda dal vano motore.

#### Struttura, meccanica e motori

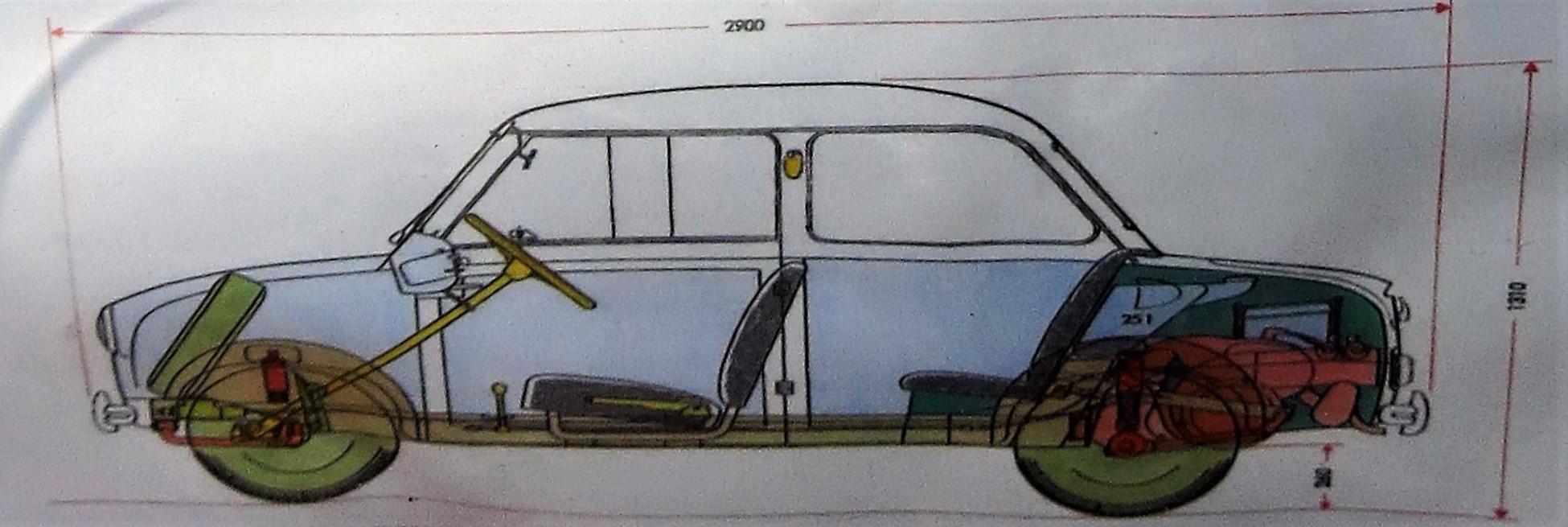
Spaccato di una Goggomobil

La Goggomobil presentata a Colonia nel 1954 fa parte di un lotto di circa 50 esemplari di preserie realizzati fra il settembre e l'ottobre di quello stesso anno. La vetturetta nasce su di un telaio a piattaforma in acciaio con scocca composta da pannelli in lamiera di acciaio sagomati a mano, che negli esemplari di preserie sono stati imbullonati sul telaio stesso e fra di loro. Ciò ha comportato la necessità di montare delle guarnizioni nelle zone di accoppiamento, per esempio fra il padiglione e la zona sottostante, onde evitare l'infiltrazione di acqua nel vano motore e nell'abitacolo, ma anche il ristagno di acqua nei punti nascosti, dove avrebbe potuto generare ruggine. L'avantreno è a bracci trasversali, mentre il retrotreno è a semiassi oscillanti, con molle elicoidali e ammortizzatori idraulici telescopici su entrambi gli assi. L'impianto frenante è a tamburi sulle quattro ruote con circuito idraulico: vale la pena evidenziare una curiosità, e cioè che in questi esemplari di preserie i tamburi erano realizzati nientemeno che in latta! Una soluzione ovviamente poco affidabile che verrà rapidamente abbandonata nella produzione in serie. Lo sterzo è invece a cremagliera.
Il motore è un bicilindrico a due tempi raffreddato ad aria da 247 cm3 con potenza massima di 14 CV. Si tratta di un'evoluzione diretta del bicilindrico di pari cilindrata realizzato da Felix Dozekal pochi mesi prima, montato nel primissimo prototipo con portiera unica anteriore e che in quella prima variante erogava solo 9 CV di potenza massima. Tale motore, fra l'altro caratterizzato nel suo piccolo da una soluzione all'epoca raffinata come la testata in lega leggera, funziona a miscela al 4% ed è alimentato mediante un carburatore Bing. Il cambio manuale a 4 marce è in blocco con il motore per formare un unico corpo montato a sbalzo del retrotreno ed è interfacciato con il motore attraverso una frizione bidisco a bagno d'olio. Grazie a un peso a vuoto di appena 386 kg e a pieno carico di soli 6 quintali esatti, la vettura riusciva comunque a raggiungere una velocità massima di 80 km/h, arrivando a consumare meno di 4 litri ogni 100 km.

### Evoluzione della gamma

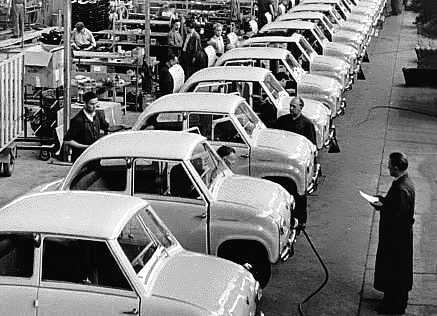
Produzione della Goggomobil

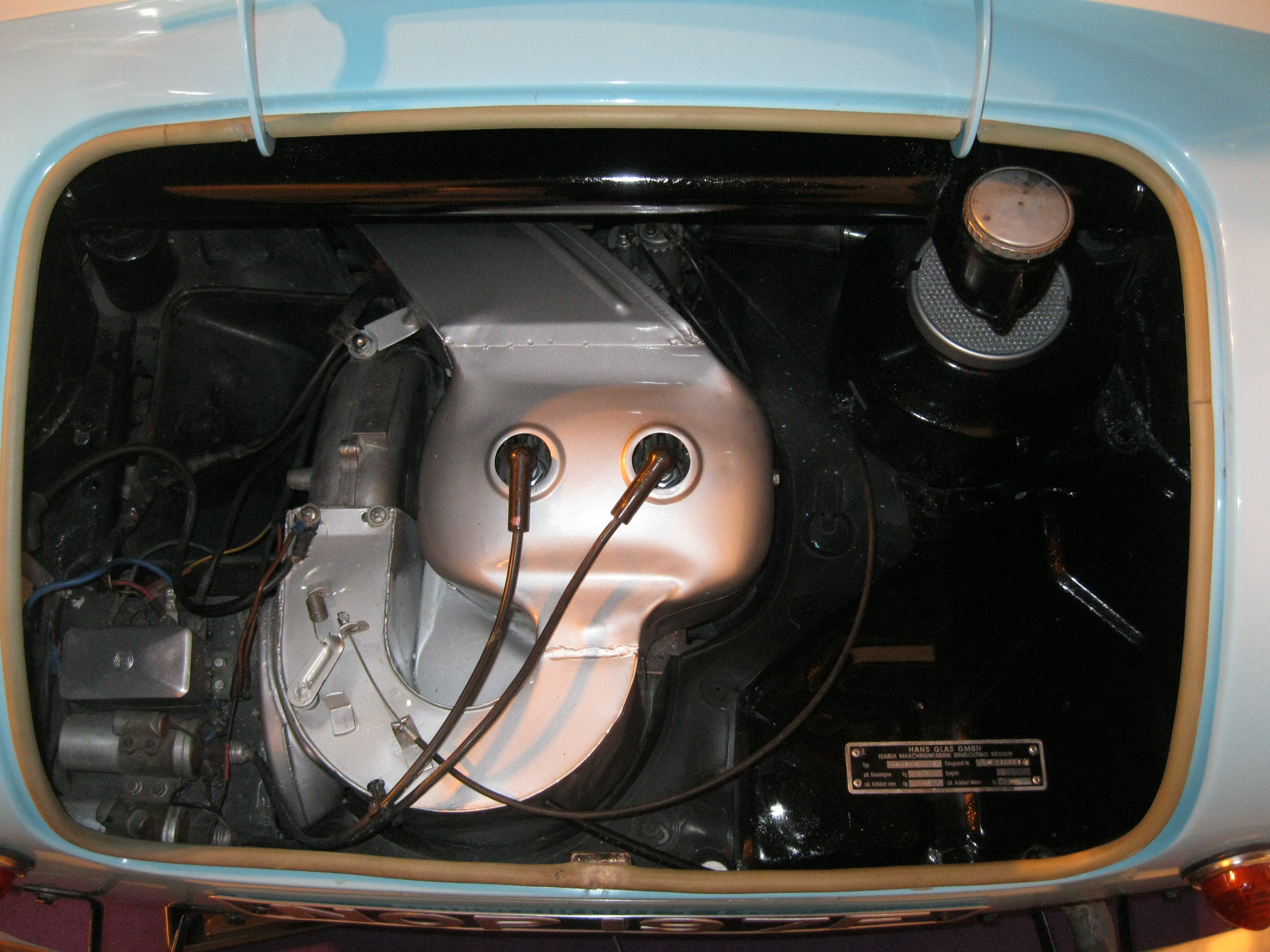
Il motore di una T300

Per arrivare alla vera produzione in serie si dovranno attendere circa sei mesi: fu infatti nel marzo del 1955 che la Goggomobil cominciò a essere prodotta nel nuovo stabilimento di Dingolfing. Le scocche vennero ancora imbullonate per alcuni mesi, fino a settembre. A partire da ottobre, invece, esse cominciarono a essere saldate al pianale anziché imbullonate. Anche i singoli pannelli della carrozzeria vennero uniti l'uno all'altro mediante saldatura. Nel corso del 1955 i tamburi freno vennero finalmente realizzati in ghisa, mentre i proiettori anteriori vennero leggermente rivisitati e il volante divenne a tre razze. Un anno dopo, la gamma venne ampliata: accanto alla versione già esistente, che da quel momento prenderà il nome di Goggomobil T250, venne introdotta la Goggomobil T300, con motore da 296 cm³ e potenza massima di 14,8 CV, mentre fece il suo debutto la versione coupé, proposta in entrambe le motorizzazioni esistenti (e denominate rispettivamente TS250 e TS300), ma con leggerissime differenze rispetto alla berlina (13,6 CV anziché 14 per la TS250 e 15 CV anziché 14,8 per la TS300). La coupé si differenzia notevolmente dalla berlina sul piano stilistico: anteriormente è ben evidente una calandra ovoidale, mentre sotto i proiettori circolari, leggermente sporgenti rispetto al piano del cofano anteriore, si trovano inediti indicatori di direzione tondi e racchiusi in piccoli alloggiamenti ovali a sviluppo orizzontale; posteriormente, la linea della coda risulta più spiovente e i fari sono alloggiati all'estremità di un altrettanto inedito accenno di pinne, mentre viene montato un lunotto di tipo panoramico. Nel complesso la linea del corpo vettura risulta più lungo di 13,5 cm e più basso di 7,5 cm. 
Nell'ottobre 1957, la berlina in entrambe le sue motorizzazioni viene dotata di rivestimento nella parte anteriore del cielo, mentre i finestri laterali, fino a quel momento di tipo scorrevole, divennero a manovella. Inoltre, la parte posteriore dell'abitacolo venne ridisegnata cosicché ora la panchetta poté ospitare due adulti. In sostanza la berlina divenne omologata per 4 persone anziché essere una vettura a due posti più due. La gamma venne inoltre ampliata con l'arrivo della Goggomobil T400 e della TS400, rispettivamente berlina e coupé. In entrambi questi modelli, il motore venne portato a 392 cm3 e la potenza salì a 20 CV, permettendo alla piccola vettura di raggiungere la soglia dei 100 km/h. Nello stesso periodo, la Goggomobil venne prodotta anche in versione cabriolet, in realtà una spider realizzata sulla base della versione coupé, ma omologata solamente per due persone in quanto a capote aperta, quest'ultima va a sottrarre spazio nella zona posteriore dell'abitacolo. Di questa versione, però, non vennero prodotti che nove esemplari in tutto. Di fatto, la cabriolet non entrò mai ufficialmente a far parte della gamma.

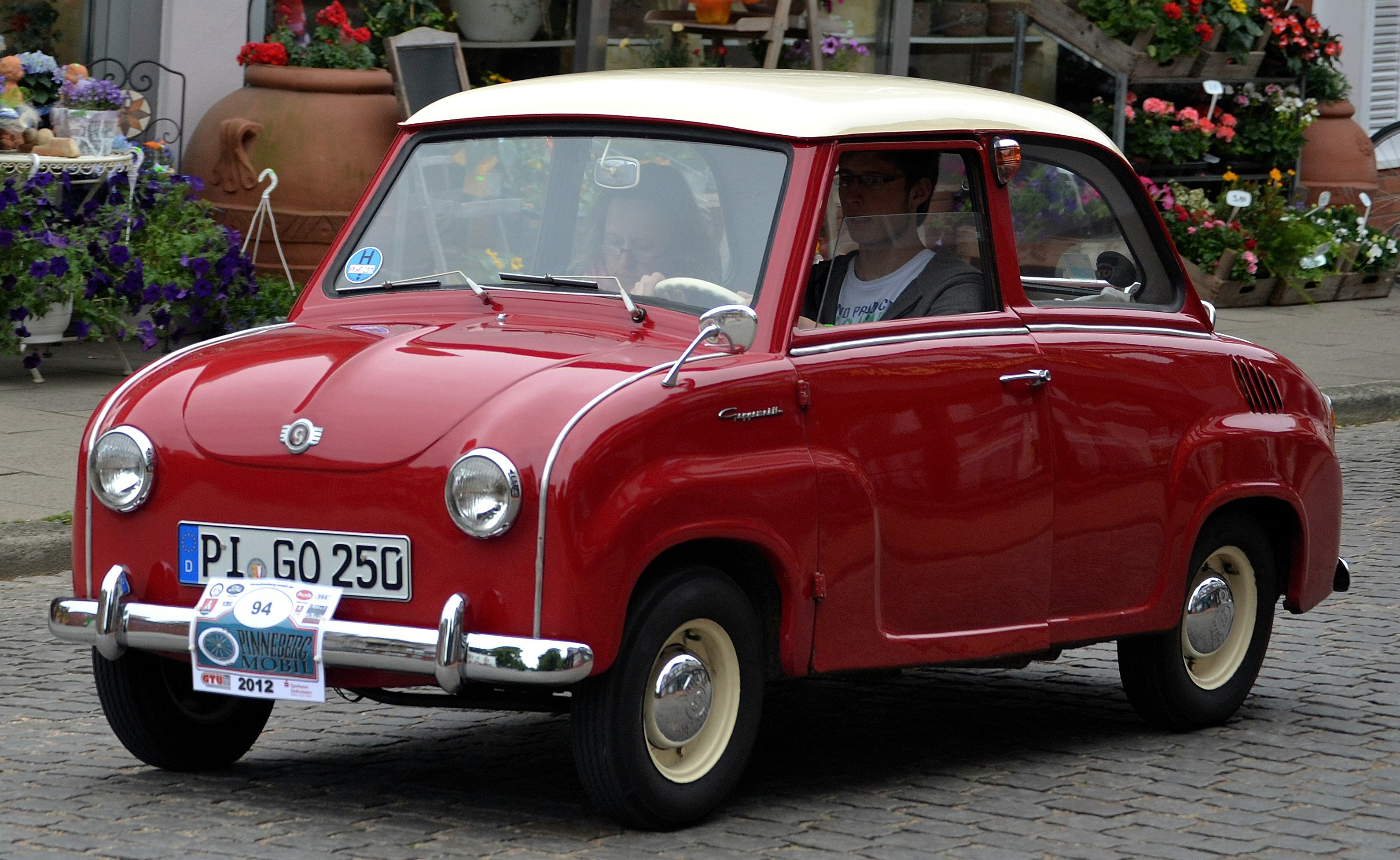
Una delle ultime T250

Per i successivi cinque anni non vi furono grossi aggiornamenti, se non di dettaglio. L'unico che vale la pena ricordare è il depotenziamento del motore da 0,4 litri, la cui potenza scende da 20 a 18,5 CV: si arriva così al mese di marzo del 1964, quando la berlina ricevette nuove portiere con incernieratura anteriore. Furono gli ultimi aggiornamenti degni di nota, prima che la commercializzazione si avvii lentamente alla fine. Lentamente perché fu solo nell'agosto del 1965 che dalla gamma scomparve il motore da 0,3 litri, mentre fu solo nell'agosto del 1967 che a scomparire furono la T400 e la TS400. A quel punto, la gamma Goggomobil tornò a essere composta solo dalla T250 e dalla TS250: nel frattempo, già l'anno prima la Glas era stata rilevata dalla BMW, che continuò a far produrre ancora per tre anni la piccola vetturetta, visto che vi era ancora un decente livello di richiesta da parte della clientela. Il 25 giugno del 1969, anche i due modelli rimasti in listino vennero tolti di produzione: nella seconda metà di quell'anno lo stabilimento di Dingolfing venne demolito, chiudendo così l'epopea della Hans Glas GmbH e la storia della piccola Goggomobil, che venne prodotta in poco più di 280 mila esemplari (quasi 284 mila se contiamo anche il furgoncino Transporter TL, prodotto in 3.665 unità, e i 9 esemplari di cabriolet).

### Caratteristiche tecniche
| Glas Goggomobil                    | | | | | | | | | | | | |
| Modello                            | T250 | T250 | T250 | T250 | T300 | T300 | T400 | T400 | TS250 | TS300 | TS400 | TS400 |
| Carrozzeria                        | Berlina | Berlina | Berlina | Berlina | Berlina | Berlina | Berlina | Berlina | Coupé | Coupé | Coupé | Coupé |
| Anni di produzione                 | 09/1954- 10/1954 | 03/1955- 09/1955 | 10/1955- 10/1957 | 10/1957- 06/1969 | 10/1956- 09/1957 | 10/1957- 08/1965 | 10/1957- 02/1961 | 03/1961- 08/1967 | 12/1956- 06/1969 | 12/1956- 08/1965 | 10/1957- 02/1961 | 03/1964- 06/1967 |
| Esemplari prodotti                 | 175.295 | 175.295 | 175.295 | 175.295 | 30.398 | 30.398 | 8.064 | 8.064 | 66.511 | 66.511 | 66.511 | 66.511 |
| Prezzo al debutto in DM            | 2.940 | 2.940 | 2.992 | 3.047 | 3.102 | 3.157 | 3.237 | 3.387 | 3.722 | 3.832 | 3.912 | 3.825 |
| Motore                             | Posteriore trasversale a sbalzo | Posteriore trasversale a sbalzo                                                                                             | Posteriore trasversale a sbalzo                                                                                             | Posteriore trasversale a sbalzo                                                                                             | Posteriore trasversale a sbalzo                                                                                             | Posteriore trasversale a sbalzo                                                                                             | Posteriore trasversale a sbalzo                                                                                             | Posteriore trasversale a sbalzo                                                                                             | Posteriore trasversale a sbalzo                                                                                             | Posteriore trasversale a sbalzo                                                                                             | Posteriore trasversale a sbalzo                                                                                             | Posteriore trasversale a sbalzo                                                                                             |
| Numero e disposizione dei cilindri | Bicilindrico in linea | Bicilindrico in linea | Bicilindrico in linea | Bicilindrico in linea | Bicilindrico in linea | Bicilindrico in linea | Bicilindrico in linea | Bicilindrico in linea | Bicilindrico in linea | Bicilindrico in linea | Bicilindrico in linea | Bicilindrico in linea |
| Cilindrata (cm³)                   | 247 | 247 | 247 | 247 | 296 | 296 | 395 | 395 | 247 | 296 | 395 | 395 |
| Alesaggio e corsa (mm)             | 53x56 | 53x56 | 53x56 | 53x56 | 58x56 | 58x56 | 67x56 | 67x56 | 53x56 | 58x56 | 67x56 | 67x56 |
| Alimentazione                      | Carburatore Bing 1/24 | Carburatore Bing 1/24 | Carburatore Bing 1/24 | Carburatore Bing 1/24 | Carburatore Bing 1/26 | Carburatore Bing 1/26 | Carburatore Bing 7/28 | Carburatore Bing 7/28 | Cabruratore Bing 1/24 | Carburatore Bing 1/26 | Carburatore Bing 7/28 | Carburatore Bing 7/28 |
| Rapporto di compressione           | 6:1 | 6:1 | 6:1 | 6:1 | 6:1 | 6:1 | 6:1 | 6:1 | 6:1 | 6:1 | 6:1 | 6:1 |
| Raffreddamento                     | Ad aria | Ad aria | Ad aria | Ad aria | Ad aria | Ad aria | Ad aria | Ad aria | Ad aria | Ad aria | Ad aria | Ad aria |
| Potenza massima (CV/rpm)           | 14,1/5400 | 14,1/5400 | 14/5400 | 13,6/5400 | 14,8/5000 | 15/5000 | 20/5000 | 18,5/5000 | 13,6/5400 | 15/5000 | 20/5000 | 18,5/5000 |
| Coppia massima (Nm/rpm)            | 20,4/4400 | 20,4/4400 | 19,8/4400 | 19,8/4400 | 27,5/4000 | 27,5/4000 | 31,4/4000 | 28,5/4000 | 19,8/4400 | 27,5/4000 | 31,4/4000 | 28,5/4000 |
| Albero a gomiti                    | Su tre supporti di banco | Su tre supporti di banco | Su tre supporti di banco | Su tre supporti di banco | Su tre supporti di banco | Su tre supporti di banco | Su tre supporti di banco | Su tre supporti di banco | Su tre supporti di banco | Su tre supporti di banco | Su tre supporti di banco | Su tre supporti di banco |
| Frizione                           | Bidisco a bagno d'olio | Bidisco a bagno d'olio | Bidisco a bagno d'olio | Bidisco a bagno d'olio | Bidisco a bagno d'olio | Bidisco a bagno d'olio | Bidisco a bagno d'olio | Bidisco a bagno d'olio | Bidisco a bagno d'olio | Bidisco a bagno d'olio | Bidisco a bagno d'olio | Bidisco a bagno d'olio |
| Trazione                           | Posteriore | Posteriore | Posteriore | Posteriore | Posteriore | Posteriore | Posteriore | Posteriore | Posteriore | Posteriore | Posteriore | Posteriore |
| Cambio                             | Manuale a 4 marce | Manuale a 4 marce | Manuale a 4 marce | Manuale a 4 marce | Manuale a 4 marce | Manuale a 4 marce | Manuale a 4 marce | Manuale a 4 marce | Manuale a 4 marce | Manuale a 4 marce | Manuale a 4 marce | Manuale a 4 marce |
| Struttura                          | Telaio a piattaforma in acciaio con scocca costituita da pannelli in lamiera d'acciaio imbullonati fra loro e imbullonati al telaio | Telaio a piattaforma in acciaio con scocca costituita da pannelli in lamiera d'acciaio saldati fra loro e saldati al telaio | Telaio a piattaforma in acciaio con scocca costituita da pannelli in lamiera d'acciaio saldati fra loro e saldati al telaio | Telaio a piattaforma in acciaio con scocca costituita da pannelli in lamiera d'acciaio saldati fra loro e saldati al telaio | Telaio a piattaforma in acciaio con scocca costituita da pannelli in lamiera d'acciaio saldati fra loro e saldati al telaio | Telaio a piattaforma in acciaio con scocca costituita da pannelli in lamiera d'acciaio saldati fra loro e saldati al telaio | Telaio a piattaforma in acciaio con scocca costituita da pannelli in lamiera d'acciaio saldati fra loro e saldati al telaio | Telaio a piattaforma in acciaio con scocca costituita da pannelli in lamiera d'acciaio saldati fra loro e saldati al telaio | Telaio a piattaforma in acciaio con scocca costituita da pannelli in lamiera d'acciaio saldati fra loro e saldati al telaio | Telaio a piattaforma in acciaio con scocca costituita da pannelli in lamiera d'acciaio saldati fra loro e saldati al telaio | Telaio a piattaforma in acciaio con scocca costituita da pannelli in lamiera d'acciaio saldati fra loro e saldati al telaio | Telaio a piattaforma in acciaio con scocca costituita da pannelli in lamiera d'acciaio saldati fra loro e saldati al telaio |
| Sospensioni ant.                   | A bracci trasversali, ammortizzatori idraulici telescopici e molle elicoidali                                                       | A bracci trasversali, ammortizzatori idraulici telescopici e molle elicoidali                                               | A bracci trasversali, ammortizzatori idraulici telescopici e molle elicoidali                                               | A bracci trasversali, ammortizzatori idraulici telescopici e molle elicoidali                                               | A bracci trasversali, ammortizzatori idraulici telescopici e molle elicoidali                                               | A bracci trasversali, ammortizzatori idraulici telescopici e molle elicoidali                                               | A bracci trasversali, ammortizzatori idraulici telescopici e molle elicoidali                                               | A bracci trasversali, ammortizzatori idraulici telescopici e molle elicoidali                                               | A bracci trasversali, ammortizzatori idraulici telescopici e molle elicoidali                                               | A bracci trasversali, ammortizzatori idraulici telescopici e molle elicoidali                                               | A bracci trasversali, ammortizzatori idraulici telescopici e molle elicoidali                                               | A bracci trasversali, ammortizzatori idraulici telescopici e molle elicoidali                                               |
| Sospensioni post.                  | A semiassi oscillanti, bracci longitudinali, ammortizzatori idraulici telescopici e molle elicoidali                                | A semiassi oscillanti, bracci longitudinali, ammortizzatori idraulici telescopici e molle elicoidali                        | A semiassi oscillanti, bracci longitudinali, ammortizzatori idraulici telescopici e molle elicoidali                        | A semiassi oscillanti, bracci longitudinali, ammortizzatori idraulici telescopici e molle elicoidali                        | A semiassi oscillanti, bracci longitudinali, ammortizzatori idraulici telescopici e molle elicoidali                        | A semiassi oscillanti, bracci longitudinali, ammortizzatori idraulici telescopici e molle elicoidali                        | A semiassi oscillanti, bracci longitudinali, ammortizzatori idraulici telescopici e molle elicoidali                        | A semiassi oscillanti, bracci longitudinali, ammortizzatori idraulici telescopici e molle elicoidali                        | A semiassi oscillanti, bracci longitudinali, ammortizzatori idraulici telescopici e molle elicoidali                        | A semiassi oscillanti, bracci longitudinali, ammortizzatori idraulici telescopici e molle elicoidali                        | A semiassi oscillanti, bracci longitudinali, ammortizzatori idraulici telescopici e molle elicoidali                        | A semiassi oscillanti, bracci longitudinali, ammortizzatori idraulici telescopici e molle elicoidali                        |
| Impianto frenante                  | A tamburo sulle quattro ruote | A tamburo sulle quattro ruote                                                                                               | A tamburo sulle quattro ruote                                                                                               | A tamburo sulle quattro ruote                                                                                               | A tamburo sulle quattro ruote                                                                                               | A tamburo sulle quattro ruote                                                                                               | A tamburo sulle quattro ruote                                                                                               | A tamburo sulle quattro ruote                                                                                               | A tamburo sulle quattro ruote                                                                                               | A tamburo sulle quattro ruote                                                                                               | A tamburo sulle quattro ruote                                                                                               | A tamburo sulle quattro ruote                                                                                               |
| Pneumatici                         | 4.00-10 | 4.00-10 | 4.00-10 | 4.00-10 | 4.40-10 | 4.40-10 | 4.40-10 | 4.40-10 | 4.80-10 | 4.80-10 | 4.80-10 | 4.80-10 |
| Sterzo                             | A cremagliera | A cremagliera | A cremagliera | A cremagliera | A cremagliera | A cremagliera | A cremagliera | A cremagliera | A cremagliera | A cremagliera | A cremagliera | A cremagliera |
| Massa in ordine di marcia          | 386 | 386 | 386 | 390 | 390 | 415 | 430 | 430 | 420 | 420 | 480 | 460 |
| Serbatoio                          | 25 litri | 25 litri | 25 litri | 25 litri | 25 litri | 25 litri | 25 litri | 25 litri | 25 litri | 25 litri | 25 litri | 25 litri |
| Velocità massima                   | 80 | 80 | 80 | 80 | 95 | 95 | 100 | 100 | 85 | 95 | 105 | 105 |
| Consumo medio (litri/100 km)       | 3,85 | 3,5 | 4,4 | 4,4 | 4,6 | 4,6 | 4,95 | 4,95 | 4,4 | 4,6 | 4,95 | 4,95 |

### Le Goggomobil nel mondo

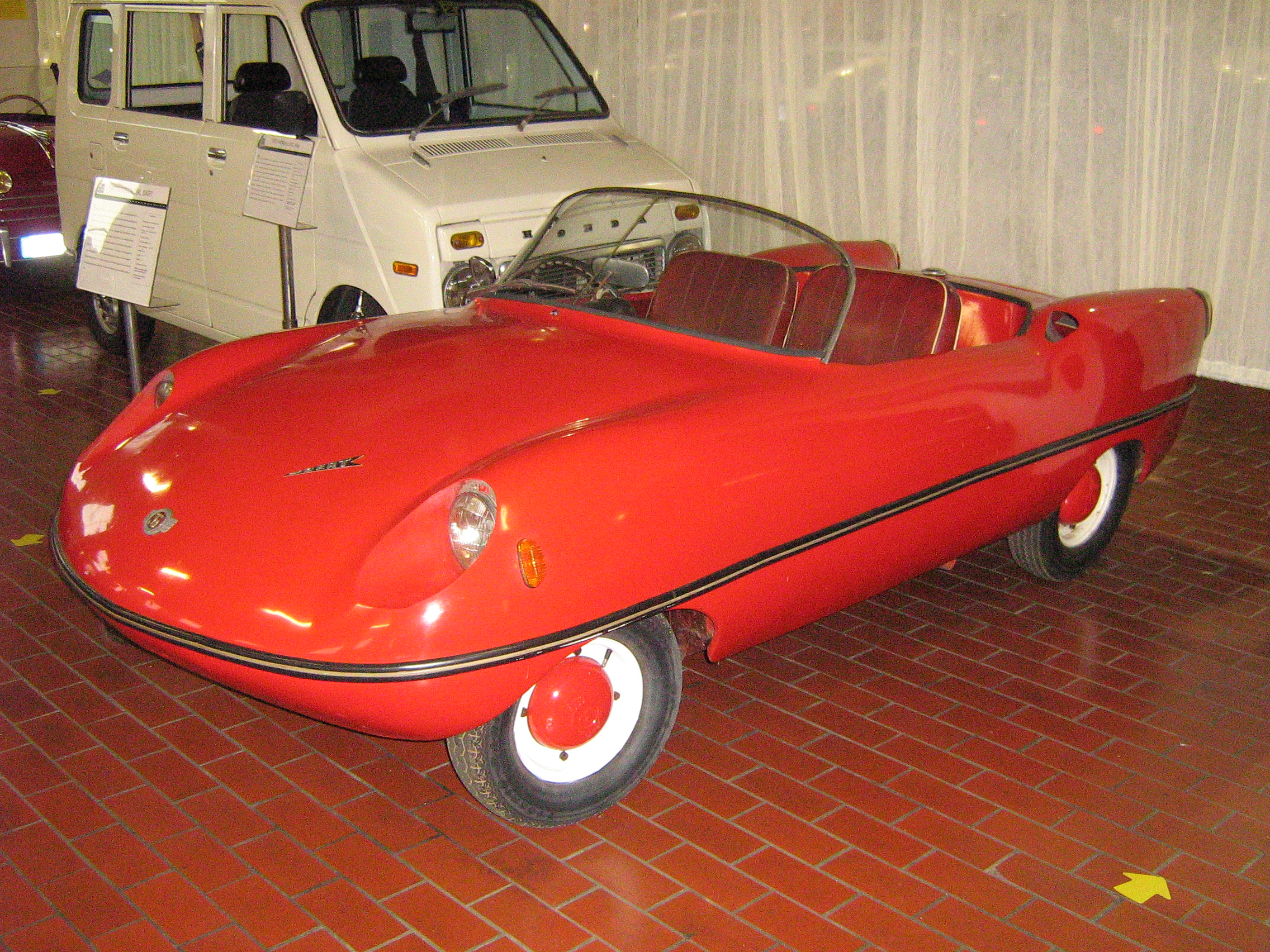
Goggomobil Dart

Oltre che nella nazione di progettazione di Goggomobil ne vennero prodotte varie altre versioni: in Australia da parte dell'importatore ufficiale, la Sydney Company Buckle Motors Pty Ltd. ne venne prodotta una versione sportiva in configurazione spider, chiamata Dart, con un frontale appuntito e con fari carenati, con vistose pinne posteriori e con una modanatura perimetrale che taglia letteralmente in due metà l'intero corpo vettura. Le motorizzazioni sono quelle già note da 0,3 e 0,4 litri, con potenze di 15 e 20 CV. Dietro ai due unici sedili è presente anche un roll-bar. La Dart venne prodotta dal 1959 al 1962 in circa 700 esemplari. Va aggiunto che la Sydney Company Buckle Motors Pty Ltd. non produsse solo la Dart, ma anche le Goggomobil di normale produzione nell'ex-Germania Ovest.

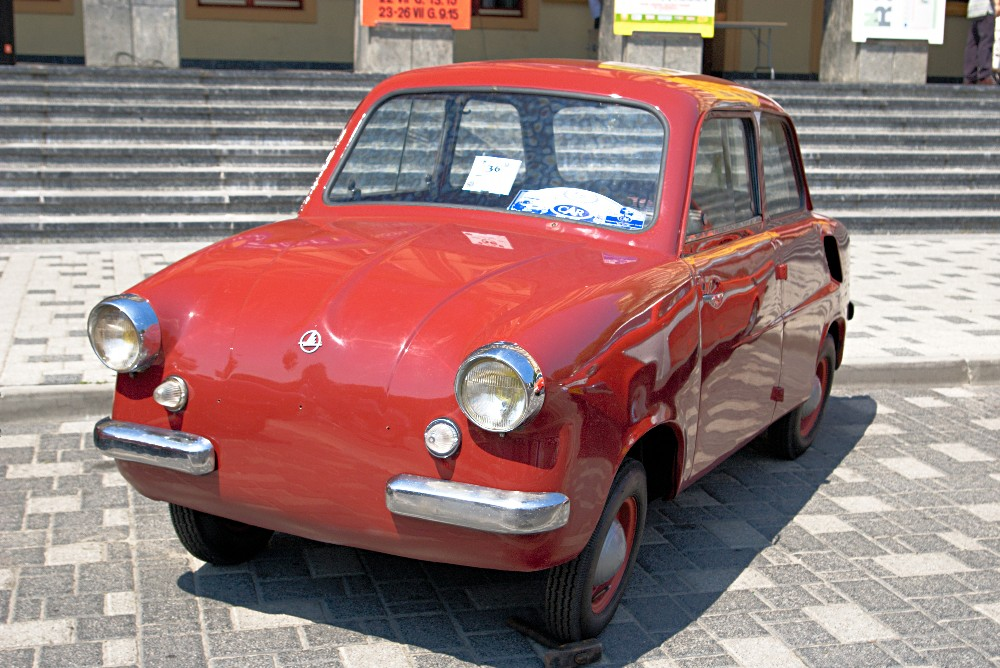
Mikrus MR 300

Per il mercato polacco, invece, un piccolo costruttore, la WSK Mielec, produsse su licenza la Mikrus, basata su telaio e meccanica della Goggomobil. Fu prodotta dal 1957 al 1960 in 1728 esemplari e in un'unica versione, denominata MR 300. Il motore, con una cilindrata di 296 cm³, sviluppava una potenza di 14.5 CV a 5100 giri/min, mentre la coppia di era di 19.6 N·m a 3500 giri/mi. La Mikrus raggiungeva una velocità di 86 km/h.
Altre fabbricazioni su licenza avvennero in Argentina con il marchio Isard e in Spagna su licenza dalla Munguía Industrial S.A.